# Feodor Felix Konrad Lynen
Feodor Felix Konrad Lynen (Monaco di Baviera, 6 aprile 1911 – Monaco di Baviera, 6 agosto 1979) è stato un biochimico tedesco, premio Nobel per la medicina nel 1964, insieme a  Konrad Bloch, per le scoperte sul metabolismo degli acidi grassi e del colesterolo.